# Thelotrema amabilis
Thelotrema amabilis är en lavart som beskrevs av B. de Lesd. 1927. Thelotrema amabilis ingår i släktet Thelotrema och familjen Thelotremataceae.   Inga underarter finns listade i Catalogue of Life.